# Bříza (district de Litoměřice)
Bříza (en allemand : Birke) est une commune du district de Litoměřice, dans la région d'Ústí nad Labem, en République tchèque. Sa population s'élevait à 448 habitants en 2021.

## Géographie
Bříza se trouve à 8 km au sud-ouest de Roudnice nad Labem, à 21 km au sud-est de Litoměřice, à 31 km au sud-sud-est d'Ústí nad Labem et à 36 km au nord-ouest de Prague.
La commune est limitée par Račiněves au nord, par Straškov-Vodochody à l'est, par Loucká, Černuc et Hospozín au sud et par Martiněves à l'ouest.

## Histoire
La première mention écrite du village date de 1057.

## Patrimoine

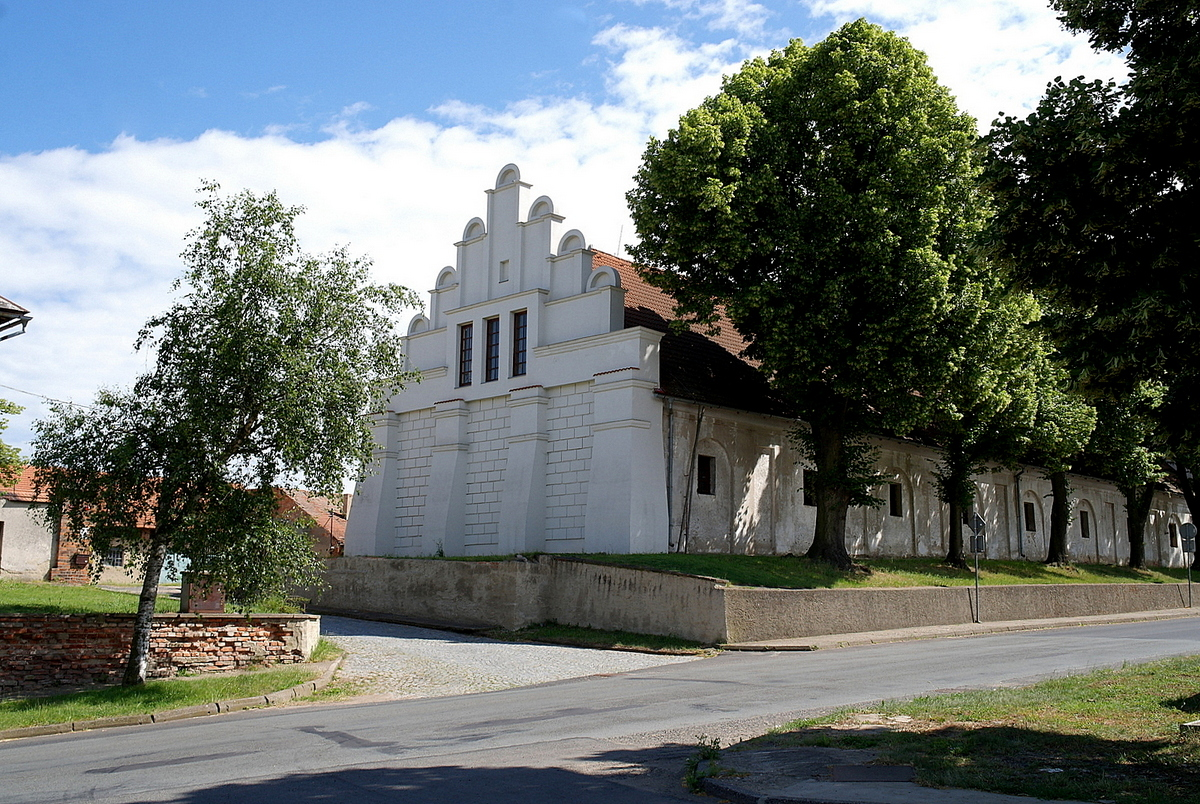
Ancien bâtiment de ferme.
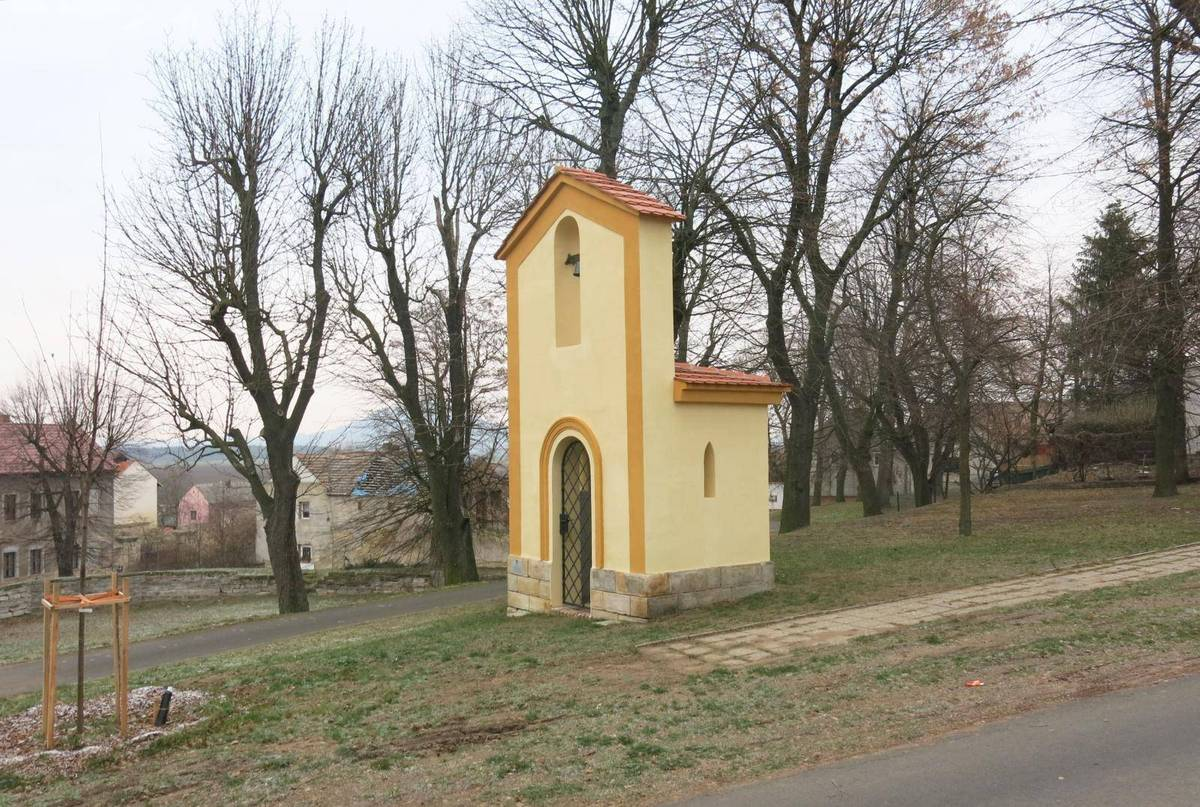
Chapelle à Bříza.

## Transports
Par la route, Bříza se trouve à 13 km de Roudnice nad Labem, à 24 km de Litoměřice, à 44 km de Prague, à 49 km d'Ústí nad Labem.